# Hieronim Sanguszko
Hieronim Sanguszko (1651-1684/5) – książę, dworzanin królewski, starosta suraski. 
Syn Jana Władysława i Anny z Radziwiłłów. Ożenił się z Konstancją z Sapiehów (1651-1691), z którą miał synów: Kazimierza Antoniego (1677-1706), Pawła Karola (1680-1750) i córki Annę Katarzynę (1676-1746) oraz Krystynę (zm. 1756).